# Onthophagus atrox
Onthophagus atrox är en skalbaggsart som beskrevs av Edgar von Harold 1867. Onthophagus atrox ingår i släktet Onthophagus och familjen bladhorningar. Inga underarter finns listade i Catalogue of Life.